# Hymenostylium shepheardae
Hymenostylium shepheardae là một loài rêu trong họ Pottiaceae. Loài này được Cardot & Dixon mô tả khoa học đầu tiên năm 1910.